# Chagas Neto
Manoel Francisco das Chagas Neto (Sobral, 26 de abril de 1946 — Porto Velho, 16 de julho de 2018) foi um radialista, empresário e político brasileiro que foi deputado federal por Rondônia.

## Dados biográficos
Filho de Egberto Frota Carneiro e Alba Chagas Carneiro. Abandonou sua graduação na Universidade Estadual Vale do Acaraú e trabalhou como representante de um laboratório farmacêutico entre 1963 e 1970 e numa construtora em Fortaleza de 1970 a 1974. Em Sobral foi presidente da Rádio Cidade e diretor-fundador do jornal Meio-Dia antes de residir em Rondônia em 1981, ano em que assumiu a direção de uma construtora. Em 1984 fundou a Chagas Neto Construções e Incorporações.
Filiado ao PMDB elegeu-se deputado federal por Rondônia em 1986 atuando na Assembleia Nacional Constituinte responsável pela Constituição de 1988, exceto de março a novembro de 1987 quando foi Secretário de Obras e Serviços Públicos do governo Jerônimo Santana. Não disputou a reeleição no pleito seguinte quando estava no PL e após filiar-se ao PTB perdeu as eleições para a Câmara dos Deputados em 1994 e 1998 e para deputado estadual pelo PSDB em 2002.